# Albert Levi
Pour les articles homonymes, voir Levi.
Albert Levi, C.M., est un homme politique canadien, originaire d'Elsipogtog, au Nouveau-Brunswick. Il est chef d'Elsipogtog durant plusieurs années, où il améliore la qualité de vie de la communauté par des projets industriels et d'habitations et ainsi que la construction de plusieurs infrastructures comme un aréna, une salle communautaire, un centre de soins de santé, un poste d'incendie et de police, ainsi qu'une école avec un personnel autochtone. Il est fait membre de l'ordre du Canada en 1984.